# Александра Костенюк
Александра Костантиновна Костенюк (Алекса́ндра Константи́новна Костеню́к) е руска шахматистка – 12-а световна шампионка по шахмат (2008 – 2010) и вицешампионка (2001 – 2004), гросмайстор и европейска шампионка от 2004 г., първата и двукратна световна шампионка по Шахмат 960 (2006, 2008), световна шампионка по ускорен шах (2021) и вицешампионка (2012), европейска шампионка по блиц-шах (2017) при жените. Като част от руския отбор тя е трикратна шампионка на Шахматната олимпиада (2010, 2012, 2014) и петкратна победителка в Европейското отборно първенство (2007, 2009, 2011, 2015, 2017. 

## Кариера
Александра се научава да играе шахмат от баща си, когато е на пет години. Има няколко забележителни постижения в областта на шахмата. През 2001 г., на възраст от 17 години, достига до финал за световната титла при жените, но губи от китайката Джу Чън. През 2004 г. става европейска шампионка след като печели първенството в Дрезден, Германия. През август 2006 г. става първата световна шампионка по Шахмат 960 след победа над немската топ-шахматистка Елизабет Пец с резултат 5,5 – 2,5 т. През 2008 г. защитава успешно титлата си срещу Катерина Лахно с 2,5 – 1,5 т. Накрая става световна шампионка при жените през септември 2008 г., след като побеждава китайското дете-чудо Хоу Ифан на финала с 2,5 – 1,5.
През ноември 2004 г., тя достига званието международен гросмайстор, ставайки десетата от 11 жени, които са получили най-високото шахматно звание от Международната федерация по шахмат. Тя също е имала званията гросмайстор при жените и международен майстор. През октомври 2008 г. заема 8-о място в света при жените в списъка на ФИДЕ с ЕЛО коефициент 2525. Костенюк печели руското първенство за жени през 2005 г., проведено от 14 – 16 май в Самара, Русия, завършвайки състезанието с резултат 7 победи, 4 ремита и без загуба. Повтаря успеха си през 2016 г.
През 2011 г. става шампионка на Швейцария за мъже.
През декември 2021 г. във Варшава, Полша тя става световна шампионка по ускорен шах за жени с резултат 9 от 11 точки.
Личните ѝ рекордни рейтинги ЕЛО са: 
- класически шах – 2561 (януари – февруари 2018)
- ускорен шах – 2612 (октомври 2017)
- блиц шах – 2612 (от март до декември 2013 г.)

## Личен живот
Първият съпруг на Александра Костенюк е роденият в Швейцария от колумбийски произход Диего Гарчес, който е 17 години по-възрастен от нея. Запознават се когато Александра е била на 16 години, а през 2002 г., когато тя навършва пълнолетие, Диего ѝ предлага брак и есента се оженват. На 22 април 2007, Александра ражда дъщеря Франческа Мария, с 2 месеца по-рано от предвиденото. След осемседмичен престой с майка си в болница, детето е изписано напълно здраво.
Костенюк има личен уебсайт, поддържан от нейния съпруг, и предлагащ актуална информация за участието на рускинята в различните шахматни събития.
От август 2015 г. Александра Костенюк е омъжена за руския гросмайстор Павел Трегубов, роден 1971 г. Неин треньор е баща ѝ Константин Костенюк, заслужил треньор на Русия. По професия той е кадрови офицер от армията, преподавател във Военна академия. Още през 1992 г. той напуска работа, за да се посвети на шахматната кариера на Александра.
Костенюк има по-малка сестра Оксана, родена през 1987 г. Тя е ФИДЕ майстор по шахмат, но не е активна състезателка. 